# Ferdinand de la Cerda (1255-1275)
Ferdinand, bijgenaamd de la Cerda (?, 23 oktober 1255 - Ciudad Real, 25 juli 1275) was kroonprins van Castilië.

## Levensloop
Ferdinand de la Cerda was de oudste zoon van koning Alfons X van Castilië en Violante van Aragón.
Zijn bijnaam, "de la Cerda" (in het Nederlands van het haar) verwijst naar het gerucht dat hij met borsthaar geboren zou zijn. Ferdinand trouwde in november 1268 met Blanche van Frankrijk (1252-1310) (een dochter van koning Lodewijk "de Heilige").
Met Blanche kreeg hij twee zonen:
- Alfons (1270-1324, bijgenaamd "de Onterfde") en
- Ferdinand (1275-1322)

In 1274 benoemde Alfons X hem in zijn afwezigheid tot regent over Castilië. Toen de Moren in 1275 de kusten van Andalusië aanvielen, leidde Ferdinand de tegenaanval, maar kwam daarbij vrijwel direct om het leven. 
Nu kroonprins Ferdinand vóór zijn vader overleden was, verloren zijn beide zonen hun rechten op de Castiliaanse troon, aangezien hun oom Sancho, Ferdinands jongere broer, met gebruik van geweld zijn aanspraken hard maakte. 